# Аттісвіль
Аттісвіль (нім. Attiswil) — громада  в Швейцарії в кантоні Берн, адміністративний округ Верхнє Ааргау.

## Географія
Громада розташована на відстані близько 36 км на північ від Берна.
Аттісвіль має площу 7,7 км², з яких на 11% дозволяється будівництво (житлове та будівництво доріг), 53,1% використовуються в сільськогосподарських цілях, 35,2% зайнято лісами, 0,7% не є продуктивними (річки, льодовики або гори).

## Демографія
2019 року в громаді мешкало 1513 осіб (+14,2% порівняно з 2010 роком), іноземців було 10%. Густота населення становила 198 осіб/км².
За віковим діапазоном населення розподілялося таким чином: 17,6% — особи молодші 20 років, 59,1% — особи у віці 20—64 років, 23,3% — особи у віці 65 років та старші. Було 686 помешкань (у середньому 2,2 особи в помешканні).
Із загальної кількості 397 працюючих 72 було зайнятих в первинному секторі, 82 — в обробній промисловості, 243 — в галузі послуг.